# Terminace

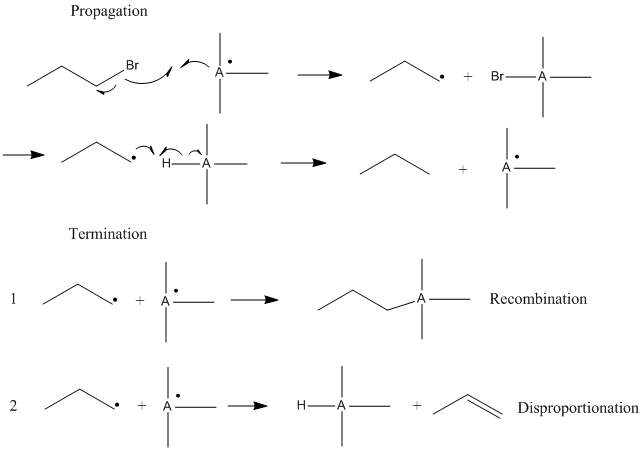
průběh terminace

Terminace je chemická reakce, která zamezí tvorbě reaktivních meziproduktů, což způsobí zastavení reakce, například polymerizace.

## Mechanismy
Reakce mohou být, v závislosti na mechanismu a dalších souvislostech, terminovány několika způsoby. U všech druhů polymerací může dojít ke spotřebování monomeru. Při řetězcových polymerizacích se mohou spojit dva narůstající řetězce a vytvořit delší, nereaktivní řetězec. V radikálových a aniontových polymerizacích často dochází k přenosům řetězců, kdy se radikál na konci narůstajícího řetězce přesouvá na monomer, čímž se začne vytvářet nový řetězec a růst dosavadního řetězce se zastaví. Postupné polymerizace mohou být terminovány navázáním monofunkčních molekul obsahujících stejné funkční skupiny jako monomer či monomery; například alkoholy, R'-OH, mohou zastavit reakce polyisokyanátu s polyoly, protože reagují s isokyanátovými skupinami (R-N=C=O) za tvorby skupin R-(N-H)-(C=O)-O-R', které s polyoly nereagují.

## Terminace radikálových polymerizací
Radikálové polymerizace mohou být terminovány dvěma způsoby: rekombinací a disproporcionací. Při rekombinaci se spojí dva radikály, za vzniku kovalentní vazby, v jednu molekulu. U vinylových polymerů probíhá podle této rovnice:
-------CH2–CHX• + -------CH2–CHX• → -------CH2–CHX–CHX–CH2-------
Rekombinační terminace zvyšuje délku řetězce a tak i molekulovou hmotnost výsledného polymeru.
Při disproporcionaci se přesune atom vodíku z jednoho uhlíku na druhý za vzniku dvou stabilních molekul:
-------CH2–CHX• + -------CH2–CHX• → -------CH2–CH2X + -------CH=CHX
Disproporcionační terminace mívají vyšší aktivační energie, protože při nich dochází ke štěpení vazeb, a tak se častěji objevují při vyšších teplotách.